# A Hungry Heart
A Hungry Heart és una pel·lícula muda de la World Film Company estrenada el 5 de febrer de 1917 dirigida per Émile Chautard i protagonitzada per Alice Brady. Basada en l'obra de teatre Froufrou (1870) escrita per Henri Meilhac i Ludovic Halévy. Per a les escenes de Venècia es va construir uns 100 metres d'un carrer d'aquella ciutat a Sparkhill Creek a Piermont amb un cost d'uns 20.000 dòlars.

## Argument
El comte Paul de Valreas i el marquès Henri de Sartorys rivalitzen per aconseguir la mà de la frívola Gilberte Brigard anomenada Froufrou. Quan Henri de Sartorys demana la mà de Gilberte, Louise, la germana gran d'aquesta, altruistament, està d'acord amb el seu pare que el marquès seria el millor marit per a Gilberte, encara que ella n'estigui enamorada. Gilberte es casa amb Henry de Sartorys, passen cinc anys, la parella té un fill, Georgie, però Gilberte continua essent la mateixa noieta irresponsable que havia estat abans del casament. Per això, quan Louise va a viure una temporada amb la seva germana, gradualment es fa càrrec de la criatura i del govern de la casa. Paul de Valreas reapareix i Gilberte, que tracta de resistir-se al seu atractiu, li demana que marxi. Més tard, en creure que Louise l'ha substituït a casa, acaba decidint anar a Venècia darrera de Paul. Allà és acollida per la mare de Paul. Allà la troba l'endemà el seu marit que l'ha seguida i malgrat els seus precs repta Paul a un duel. De Sartorys mata Paul en un duel. Gilberte, amb el cor trencat i malalta torna a casa i prega el perdó del seu marit i que la deixi morir a casa seva. Tot i que Louise li demana pietat per la seva germana, Henry al principi es nega a acceptar-la però quan ella s'agenolla als seus peus no s'hi pot negar i acaben abraçats. La pel·lícula acaba amb Gilberte moribunda contenta de pensar que Louise serà la guardiana del seu marit i del seu fill.

## Repartiment
- Alice Brady (Gilberte Brigard (Frou Frou))
- Edward Langford (Comte Paul de Valreas)
- George McQuarrie (Marquès Henri de Sartorys)
- Gerda Holmes (Louise Brigard)
- Alec B. Francis (M. Brigard)
- John Dudley (Baró de Combri)
- Edna Whistler (Baronessa de Combri)
- Charles Hartley (Pitou)
- Josephine Earle (Pauline)
- Horace Haine (Gaston)
- Ray Carrara (Georgie de Sartorys)
- J. H. Brundage (mare del Comte de Valreas)